# Sōheki Mon In no Shōshō
Sōheki Mon In no Shōshō (藻壁門院少将) est une poétesse et courtisane japonaise de la première moitié du XIIIe siècle, époque de Kamakura. Son père est le peintre et poète Fujiwara no Nobuzane. Elle est la sœur ainée de Ben no Naishi et de Go-Fukakusa In no Shōshōnaishi. Elle est aussi connue sous le nom Chūgū no Shōshō (中宮少将). Elle fait partie de la liste des trente-six poètes immortels du Moyen Âge et des trente-six poétesses immortelles.
Elle est servante de l'impératrice (Chūgū) Kujō Sonshi de Sōheki Mon In, épouse de l'empereur Go-Horikawa. Elle devient moniale bouddhiste à la fin de sa vie.
Comme ses sœurs Ben no Naishi et Go-Fukakusa In no Shōshōnaishi, ses qualités d'écriture de la poésie tanka la rendent populaire. Entre 1232 et 1243, elle participe à plusieurs utaawase (concours de waka). Soixante-trois de ses poèmes sont inclus dans l'anthologie impériale Shinchokusen Wakashū.

## Source de la traduction
- (es) Cet article est partiellement ou en totalité issu de l’article de Wikipédia en espagnol intitulé « Sōheki Mon In no Shōshō » (voir la liste des auteurs).